# Reacție Duff
Reacția Duff este o reacție organică de formilare utilizată pentru a sintetiza benzaldehida și derivații săi din hexametilentetramină (metenamină) și derivați fenolici. A fost denumită după James Cooper Duff.
Pentru a sintetiza benzaldehidă, se utilizează fenol și metenamină:
Un alt exemplu este sinteza siringaldehidei (cu glicerină, acid boric și acid sulfuric):

## Mecanism de reacție
În mecanismul reacției Duff se observă că metenamina funcționează pe post de donor de grupe metinice substratului aromatic, prin intermediari ioni iminiu. Inițial, adiția la nucleul aromatic rezultă într-un intermediar în stadiul de oxidare al benzilaminei. Ulterior, prin procese redox intramoleculare, se obține aldehida. Atomul de oxigen necesar grupării carbonilice este asigurat de apă, care induce etapa finală de hidroliză acidă: